# Stellar Electronique Combat lunaire
Stellar Electronique Combat lunaire (Combat lunaire) је конзола за игру фирме Stellar Electronique која је почела да се производи у Француској током 1978. године.
Користила је GI AY-3-8710 General Instruments микропроцесорску јединицу а RAM меморија рачунара је имала капацитет од од 8 KB до 64 KB (384 KB са 6809 плочом). 

## Детаљни подаци
Детаљнији подаци о рачунару Combat lunaire су дати у табели испод.
|                       |                                                                             |
| [ 1 ]                 |                                                                             |
| Произвођач            |                                                                             |
| Тип                   | играчка конзола                                                             |
| Меморија              | од 8 до 64 (384 са 6809 board)                                              |
| Поријекло             | Француска                                                                   |
| Година                | 1978                                                                        |
| Тастатура             | 4 тастера смјера и 4 тастера за пуцање за сваког играча, уграђени у конзолу |
| Процесор              |                                                                             |
| Фреквенција процесора |                                                                             |
| RAM                   | од 8 до 64 (384 са 6809 плочом)                                             |
| ROM                   |                                                                             |
| Текст                 |                                                                             |
| Графика               |                                                                             |
| Боја                  | црно и бијело                                                               |
| Звук                  | уграђени мали звучник                                                       |
| Димензије             | 31,3 (ширина) x 26,5 (дубина) x 6,5 (висина) / 1,915                        |
| Портови               |                                                                             |
| Оперативни систем     |                                                                             |